# Red Sparrow
Red Sparrow è un film del 2018 diretto da Francis Lawrence.
Scritta da Justin Haythe, la pellicola è la trasposizione cinematografica del romanzo Nome in codice: Diva (Red Sparrow) scritto dall'ex agente della CIA Jason Matthews, ed è interpretato da Jennifer Lawrence, Joel Edgerton, Matthias Schoenaerts, Charlotte Rampling, Mary-Louise Parker e Jeremy Irons.

## Trama
Mosca, Russia, 2016. Al teatro Bol'šoj, la famosa prima ballerina Dominika Vasilyevna Egorova subisce un infortunio a causa del quale deve dire addio alla sua carriera e alle sovvenzioni statali per le cure della madre gravemente malata. Al Gor'kij Park l’agente della CIA Nathaniel "Nate" Nash, durante l'incontro con l’informatore dell’SVR "Marmo" (Marble nell’originale), spara per creare un diversivo e impedire che l’informatore venga identificato dalla polizia ma, così facendo, oltre a non poter più entrare in Russia, fa insospettire il Generale Vladimir Andreievich Korchnoi e il Direttore dell’SVR, Alexei Ivanovich Zyuganov, che incaricano il vicedirettore dell'SVR Ivan "Vanya" Vladimirovich Egorov di indagare. 
Tre mesi dopo. Nash deve tornare negli USA, ma ben presto scopre di essere pedinato da agenti russi, Dominika, informata da Ivan (che è suo zio) che il suo infortunio è stato premeditato dal suo partner al fine di agevolare la fidanzata che voleva il suo posto, si vendica aggredendo i due nella doccia con la stampella che è costretta ad utilizzare a seguito del suo infortunio. In cambio del silenzio su cosa ha fatto ai due ballerini e, soprattutto, di pagare la casa e le cure per la madre, Ivan chiede a Dominika di sedurre il gangster Dimitry Ustinov e scambiare il suo cellulare con uno clonato. 
Dominika accetta, seduce Ustinov e lo conduce nella sua stanza per cercare di fare lo scambio ma qui, mentre l’uomo la sta violentando, l’agente SVR Sergei Matorin, mandato da Ivan, lo uccide; dato che la ragazza ha assistito alla scena, Ivan la ricatta: venire uccisa o diventare un agente SVR. Dominika viene così mandata alla State School 4, una scuola specializzata nell'addestrare "Sparrow", branca del SVR che trasforma giovani uomini e donne in letali e seducenti assassini tramite il sexpionage - il loro compito è capire, grazie al sesso, cosa vuole davvero il loro obiettivo e fornirglielo in modo da averlo in pugno. 
Due mesi dopo. I capi di Nash, capito che Marmo parlerà solo con lui, lo riassegnano in Ungheria - il posto più vicino possibile alla Russia - così, scoperta la cosa, Ivan e il generale Korchnoi, dato che Dominika eccelle nel suo addestramento per quanto duro e umiliante, decidono che è pronta per un incarico importante: ottenere la fiducia di Nate Nash e scoprire chi è Marmo.
Budapest, marzo 2017. Sotto la supervisione del Colonnello Maxim Volontov, Dominika, che vive con Marta Yelenova (una Sparrow incaricata di acquistare informazioni riservate da Stephanie Boucher, capo delegazione di un senatore USA), avvicina Nash ma, invece di usare la sua copertura, usa il suo vero nome - sa che non è così facile imbrogliare un agente della CIA - e così lui scopre che è un’agente SVR e poi che è una Sparrow. Inoltre, saputo da Marta che Volontov ha fatto un rapporto negativo nei suoi confronti perché non gli si concede, Dominika prima fa in modo che Volontov la colpisca ripreso da una telecamera e poi si rifugia da Nash per sedurlo (qui gli ruba un bicchiere).
Il giorno dopo, però, Ivan, che è in partenza per Vienna, allarmato per i lenti progressi della nipote, le fa visita, così Dominika, non potendo rivelargli che sta pensando di disertare, decide di fingere di stare aiutando Marta con la Boucher, e così ottiene da lui 250.000$. Mentre Dominika va a Vienna per aprire un conto a nome di un famigliare in caso le capiti qualcosa, Marta, non volendo condividere la sua operazione con Dominika, si reca da Volontov, ma, così facendo, Ivan la fa uccidere da Sergei Matorin che poi avverte Dominika di cosa le accadrà se fallisce. Uscita dal commissariato, Dominika trova Nash che la porta a casa sua e le propone di diventare una doppiogiochista in cambio di protezione per lei e sua madre, e così Dominika accetta. È così che, mentre Marmo ricontatta Nash, Dominika, in cambio di 30.000$ sul conto a Vienna, racconta a Trish di Forsyth e Marty Gable, i colleghi di Nash, che presto incontrerà Stephanie Boucher per avere dei segreti su un sistema difensivo satellitare. 
Londra, venerdì. Dominika e Volontov acquistano i dischetti dalla Boucher, e la ragazza, invece di dare a Volontov quelli veri, gli dà quelli con le informazioni false fornitegli dalla CIA. Tutto sembra essere andato liscio ma la Boucher, resasi conto di essere osservata, va nel panico e, ubriaca, viene investita e uccisa; è così che gli agenti della SVR che la osservano si rendono conto che la missione è compromessa, perciò Dominika e Volontov vengono richiamati direttamente a Mosca e, sebbene Nash voglia provare a salvarla dal rimpatrio, Dominika glielo impedisce.
Russia. Dominika e Volontov vengono interrogati e torturati per giorni e, alla fine, mentre Volontov viene giustiziato, Dominika, della cui innocenza Ivan si è convinto, viene rimandata a continuare la sua missione originale: scoprire l'identità della talpa da Nash. 
Budapest. Appena atterrata, Dominika raggiunge Nash, lo convince a trasferire lei e sua madre negli USA e a darle altri 250.000$ e poi passa la notte con lui, ma, poco dopo, quando Matorin irrompe e tortura Nash per sapere l'identità di Marmo, Dominika lo aiuta; però, nel momento in cui Matorin abbassa la guardia, lei lo aggredisce, libera Nash e alla fine uccide l’agente SVR, rimanendo però gravemente ferita. 
Risvegliatasi in un ospedale, Dominika riceve la visita del generale Korchnoi che le svela di essere lui l’informatore: quando sua moglie si ammalò, l’ambasciata russa a New York, per compiacere un burocrate, proibì che venisse operata da un chirurgo americano decretandone la morte, così lui decise di tradire; Korchnoi propone così a Dominika di fare il suo nome a Ivan, diventare un'eroina nazionale e prendere il suo posto come informatore in modo che lui non venga ucciso invano. Dopo essere andata a trovare Nash in ospedale e aver chiamato la madre, Dominika, tramite l'ambasciata russa in Ungheria, contatta Zyuganov e gli rivela il nome dell’informatore. È così che SVR e CIA organizzano uno scambio di agenti: l’SVR consegnerà l’informatore alla CIA, e la CIA lascerà andare Dominika.
Giunti sul luogo dello scambio, Nash, visibilmente amareggiato e deluso dal tradimento di Dominika, accompagna la donna fino a metà pista in attesa di recuperare il suo informatore certo che verrà ucciso dall’SVR prima che possa raggiungerlo. Quando però l’SVR svela il volto dell’informatore, Nash vede che è Ivan e, capito che la ragazza non l’ha tradito, regge il gioco confermando che è lui il suo informatore. Da quando è arrivata in Ungheria, infatti, Dominika ha lavorato per incastrare lo zio (il bicchiere rubato a Nash, il conto aperto a Vienna nel periodo in cui lui era lì, i 250.000$ versati dalla CIA) e vendicarsi per ciò che le ha fatto. In effetti Ivan viene ucciso da un agente dell’SVR prima che raggiunga il suolo americano.
Russia. Dominika viene onorata in una cerimonia militare russa alla presenza di Korchnoi e della donna che l’ha addestrata, per poi tornare a vivere con sua madre. Un giorno poi, riceve una telefonata in cui si sente il concerto per piano in La minore (op. 16) di Edvard Grieg, che Dominika aveva detto a Nash essere il pezzo del suo debutto.

## Produzione
Le riprese del film sono iniziate a Budapest il 5 gennaio 2017, si sono spostate a Bratislava il 25 aprile, a Vienna il 29 aprile, e a Londra il 3 maggio, dove si sono concluse il 10 maggio.

## Promozione
Il primo trailer è stato pubblicato il 14 settembre 2017, il primo poster il 7 gennaio 2018 seguito dal trailer completo l'8 gennaio 2018.

## Distribuzione
Il film è stato distribuito il 2 marzo 2018 negli Stati Uniti e il 1º marzo 2018 in Italia.

### Uscita globale
- Argentina: 1º marzo 2018
- Brasile: 1º marzo 2018
- Germania: 1º marzo 2018
- Portogallo: 1º marzo 2018
- Taiwan: 28 febbraio 2018
- Hong Kong: 1º marzo 2018
- Singapore: 1º marzo 2018
- Cina: 16 giugno 2018
- Belgio: 28 febbraio 2018
- Paesi Bassi: 1º marzo 2018
- Stati Uniti: 2 marzo 2018
- Stati Uniti (Newseum): 15 febbraio 2018
- Italia: 1º marzo 2018
- Russia: 31 maggio 2018
- Corea del Sud: 28 febbraio 2018
- Giappone: 30 marzo 2018
- Francia: 4 aprile 2018
- Ungheria: 1º marzo 2018
- Turchia: 2 marzo 2018
- Indonesia: 28 febbraio 2018
- Polonia: 2 marzo 2018
- Perù: 1º marzo 2018
- Messico: 1º marzo 2018
- Ucraina: 1º marzo 2018

## Accoglienza

### Incassi
Il film, con un budget stimato in 69 milioni di dollari, ha esordito al secondo posto nel suo primo weekend, incassando 17000000 $.

### Critica
Sul sito Rotten Tomatoes ottiene il 45% delle recensioni professionali positive con un voto medio di 5,5 su 10, basato su 300 critiche, mentre su Metacritic ottiene un punteggio di 53 su 100 basato su 51 recensioni.